# Спалення книг

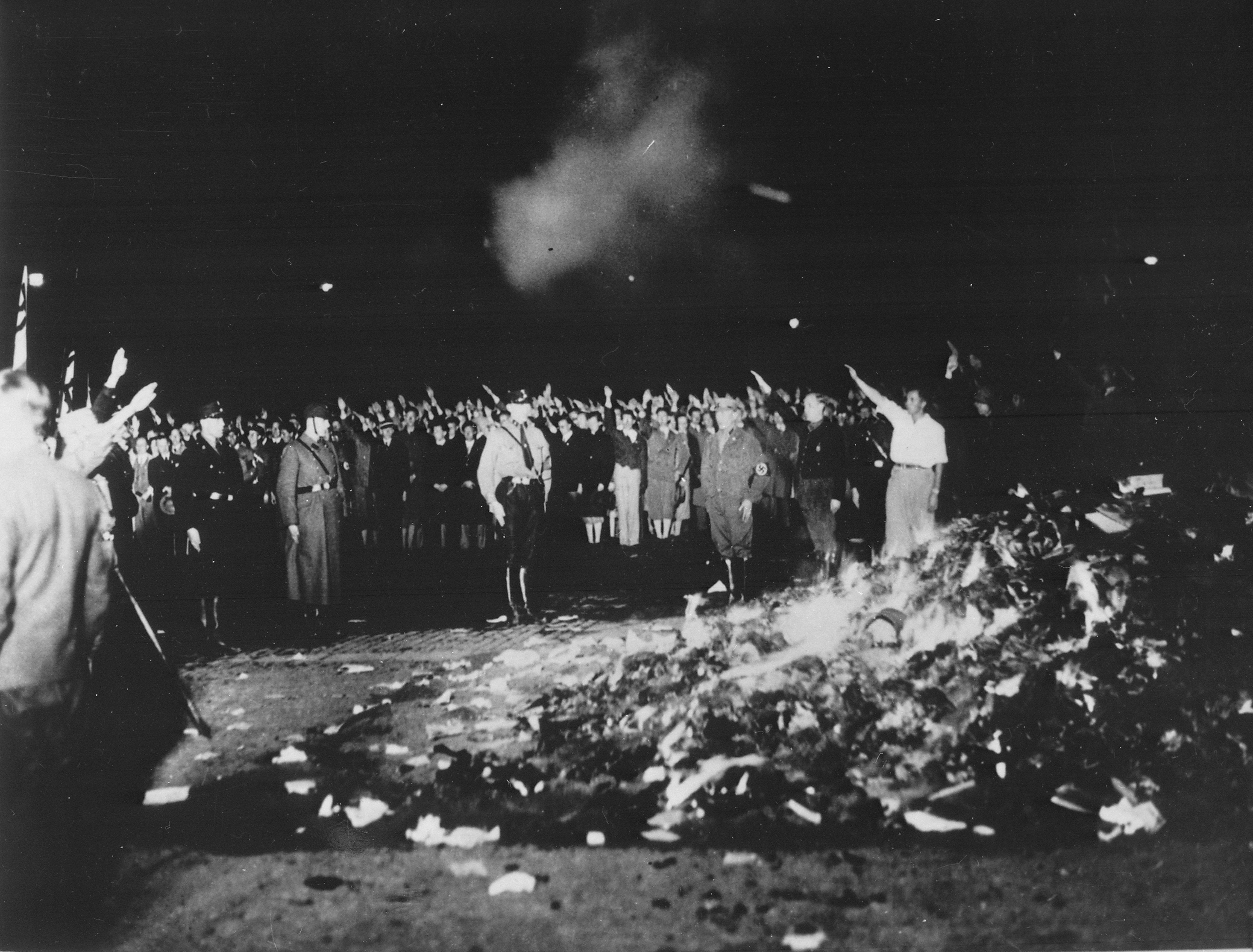
Спалення книг у нацистській Німеччині

Спалення книг, бібліокластія, біблеоклазм (італ. biblioclastia, англ. biblioclasm) — знищення  книг у вогні релігійними фанатиками, войовничими атеїстами та політичними радикалами, чи державними та недержавними організаціями у випадку неприйнятності їхнього змісту. Спалення книжок часто відбувалося публічно з метою демонстрації негативного ставлення до інформації в спалюваній літературі. Може бути як форма протесту та елемент інформаційної війни.

## Хронологія

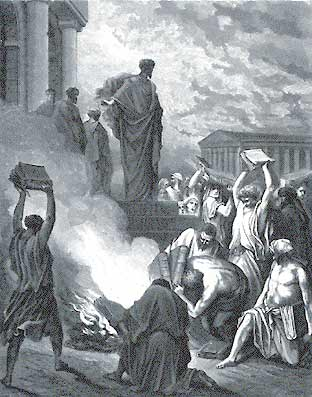
Ефесяни спалюють книги після проповіді апостола Павла (Гюстав Доре, 1866 р.)

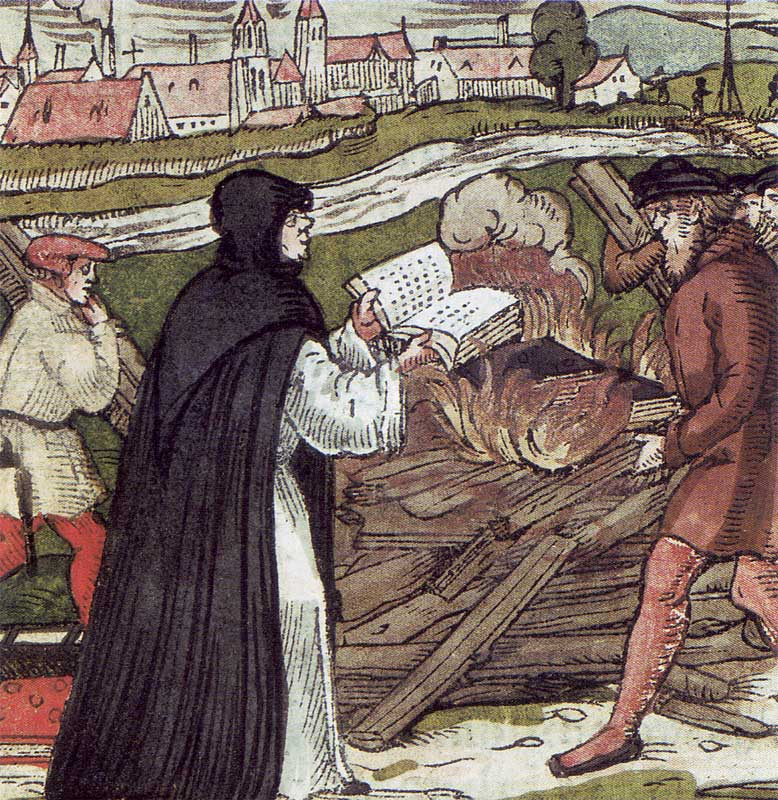
Мартін Лютер спалює буллу, ритина на дереві, 1557 р.

- У XIV столітті до н. е. знищувалися записи атонізму та записи про засновника атонізму фараона Аменхотепа IV Ехнатона, навіть його зображення знищували з метою знищити згадку про нього через впровадження ним віросповідування в Одного Єдиного Бога Творця Всесвіту (монотеїзм). Що пізніше науковці доведуть було першим в світі, а євреї-язичники сповідуючи політеїзм пізніше перейняли другими по-черзі в історії людства монотеїзм відомий як юдаїзм, християни — третіми, мусульмани — четвертими.
- У 1358 р. до н. е. знищена бібліотек у Фівах.
- У 1336 р. до н. е. знищена бібліотека Аменхотепа IV Ехнатона (Амарна).
- У 525 р. до н. е. знищені єгипетські бібліотеки персами.
- У 450—410 рр. до н.е. засновник Сабейського царства наказує написати «трактат про перемогу» над плем'ям усан. У ньому зазначалося: «Я, Карібіїл Ватар, убив моїх ворогів, осквернив їх богів й знищив усі сліди їх писань», — називаючи себе «мукарібом», об'єднувачем.
- У 411 р. до н. е. на агорі Афін спалено примірники книг софіста Протагора, оскільки він стверджував: «Стосовно богів, то ми не можемо стверджувати ні що вони існують, ні що вони не існують. Безліч є причин, що заважають нам це осягнути. Перша з них — неясність цього питання, а друга — коротке людське життя».
- У 330 р. до н. е. Олександр Великий руйнує палац у Персеполісі разом книгами, де можливо були оригінали текстів Заратуштри.
- У 221 р. до н. е. було влаштовано «бібліокластію» за порадою Лі Си китайським імператором Цінь Ши Хуан-ді (див. Спалення книг та поховання книжників). Вчених же він звелів живими закопати в землю. Іронія полягала в тому, що незабаром після цього його династію скинули неписьменні простолюдини. Через знищення книг Сима Цяня відчував величезні труднощі з джерелами при складанні своєї хроніки «Ши-цзі».
- У 213 р. до н. е. імператор-об'єднувач Китаю Цінь Ши Хуан-ді наказує знищити все написане разом з книгами Конфуція, та закопувати вчених у землю.
- У 207 р. до н. е. у пожежі китайської столиці втрачено імператорську книгозбірню.
- У 186 р. до н. е. Тит Лівій повідомив, що Сенат Стародавнього Риму неодноразово наказував зібрати і спалити всі пророчі книги (лат. vaticini libri).
- У 181 р. до н. е. у Римі віднайдену закопану в землю скриню з бібліотекою Нума спалюють за те, що в ній містяться книги з грецької філософії.
- У 167 р. до н. е. Антіох Єпіфаній наказав кинути у вогонь всі єврейські манускрипти у Палестині.
- У 146 р. до н. е. у Карфагені загинула бібліотека.
- У 83 р. до н. е. у пожежі в Римі загинули Сивілині книги.
- У 12 р. до н. е. понтифік Август наказав був спалити 2000 «забобонних» на його думку книг.
- У 23 р. у пожежі в Шангані загинула імператорська бібліотека.
- У 35 р. після проповіді апостола Павла в Ефесі «серед тих, хто займався чаруванням, багато хто зібравши книги свої спалив прилюдно; й оцінили їх, вийшло сріблом п'ятдесят тисяч драхм» (Дії 19:19).
- У 57 р. знищено книгозбірню в Ефесі.
- У 64 р. у навмисному підпалі імператором Нероном у Римі гине бібліотека.
- У 80 р. пожежею книги у бібліотеці портика Октавія в Римі.
- У 188 р. загинули книги через пожежу в бібліотеці храму Юпітера в Римі.
- У 191 р. через пожежі загинули книги в декількох бібліотеках Риму.
- У 208 р. через пожежу в книгозбірні загинули книги, під час заворушень у Шангані.
- У 301—302 рр. чудові бібліотеки Вірменії, що збиралися протягом століть елліністичними суверенами були спалені після християнізації через буцім-то «демонічні знання» у них, за наказом Тірідата III.
- У 303 р. Діоклетіан наказував спалити Біблію (див. «Гоніння на християн у Римській імперії»).

- У 325 р. на Першому Вселенському Соборі в м. Константинополі було прийнято рішення піддавати знищенню всі язичницькі книги й рукописи та їх власників з читачами. Зусиллями їх були спалені унікальні сховища язичницьких книг.
- У 363—364 рр. спалено було унікальну бібліотеку язичницьких рукописів імператора Августа. За наказом імператора спалена бібліотека Антіохії, заснована Юліаном.
- У 370—371 р. імператор Валент переслідує і в Антіохії язичників: Величезна кількість книг була спалена на площах, живцем був спалений філософ Симонід, 12 березня того року відрубали голову філософу Максиму, з ними були замучені до смерті екс-губернатор Фідустій та жерці, були закатовані і вбиті тисячі безневинних людей, які відмовилися зрадити традиції своїх предків. Амміан Марцеллін засвідчив, що жителі провінції в той час так боялися переслідувань, що самі палили книжки з метою знищення доказів причетності до читання книжок та їх зберігання.
- У 372 р. намісник Азії Фіст, з дозволу імператора Валента, знищує вогнем книжкові праці язичників та карає язичників власників тих книжок.
- На початку IV ст. єпископ Македонії спалює книги єпископа Павліна.
- У кінці IV століття християнськими правителями проводилася боротьба з язичництвом, жертвою чого стала Александрійська бібліотека. У 385 р. уцілілими від пожежі безцінними язичницькими інкунабулами християни-фанатики тиждень опалювали римські лазні. У топках були спалені 700000 тисячі рукописних книг, які понад сім століть збирали Птолемеї та римляни. У цій стародавній скарбниці зберігалися 42 рукописи з медицини Гермеса, Птаха та Імхотепа. Знадобилося багато століть непотрібних страждань і смертей, щоб заповнити прогалину, що утворилася в медичних знаннях. Більшу частину її в 415 р. знищив натовп релігійних фанатиків, підбурюваний єпископом Кирилом Олександрійським. Котрий також наказав вбити жінку-математика, письменницю і філософа, винахідницю ареометра на ім'я Гіпатія. Її притягли до патріаршої церкви «Святого Михайла», де християни-фанатики розірвали її тіло на шматки, після чого вони ними вертіли виступаючи в процесії вздовж міської вулиці, і спалили їх врешті на величезному багатті разом з книгами та рукописами поблизу Кінарона. Після вбивства Гіпатії, християни-фанатики зруйнували споруду і самої бібліотеки. Оцінити рівень тодішньої науки вдалося після археологічних знахідок у XX столітті сучасникам: існували тоді медичні інструменти не лише для трепанації черепа людини, стоматологічних операцій, але виявлені складні хірургічні інструменти для операції на рогівці ока схожі за конструкцією на сучасні приладдя. А описи медичного досвіду тої доби існували саме в тих бібліотеках. В описах сучасних філософських праць та природничих наук зустрічаються зазначення, що втрачено через ті події повну книгозбірню, всі тексти, і оцінювати можна з випадково залишених копій та уривків.
- У 391 р. друга Олександрійська бібліотека була спалена єпископом Феофілом.
- У 398 р. імператор Аркадій спалює написані твори Євномія та його конкурентів.
- У 405 р. за наказом Стиліхона Флавіо християни спалили бібліотеку «Сивілині книги», що оплакував поет Клавдій Рутілій Намаціан[1].
- Етруська бібліотека у Римі з язичницькими рукописними книгами була знищена.
- Афінська бібліотека з язичницькими рукописними книгами була знищена.
- Цареградська книгозбірня з язичницькими рукописними книгами була знищена.
- У 416 р. пелагіяни спалюють бібліотеку монастиря в Вифлеємі, що зберігала також книжки від 385 р. Ієроніма Стридонського.
- У 435 р. Феодосій II та в 448 р. Валентиніан III спалюють книги несторіанців, а також твори філософа-неоплатоніка Порфирія.
- У 448 р. християни-фанатики спалюють всі виявлені і вилучені у римських громадян екземпляри критичного трактату Порфирія (учня Плотіна): «Проти християн».
- У 455 р. спадкоємець Феодосія II Маркіян наказав спалити книги авторів творів оголошених як «єретики».
- У 529 р. імператор Юстиніан I едиктом закриває Академію в Афінах й знищує її бібліотеку. Залишившись серед живих сім викладачів, котрі знаходять пізніше притулок у царя Персії Хосроя, який надає їм кафедри в університеті Юндішапура.
- 562 р. Юстиніан I дає три місяці грекам-язичникам в Афінах, Антіохії, Пальмірі і Константинополі, щоб вони відреклися від культу батьків (язичництва), і після цього з шаленим натовпом арештовує, кпіє, знущається, катує, ув'язнює, вбиває язичників. А на площі Кінігуі (у перекладі — «Полювання») у м. Константинополі на величезних багаттях спалив тисячі книг та чимало статуй, які перебували в приватному володінні. Ремісників і їх сім'ї за виготовлення книжок та статуй притягують до судилищ.
- У 590 р. на папський трон сів Папа Римський Григорій I і він спалює бібліотеку з Палатинського пагорбу Аполлона, засновану самим Октавіаном Августом, оскільки на його думку була «в ній чужа мудрість, що не повинна заважати», всі книги залишені від античного Риму.
- У 638 р. спалення арабами-ісламістами університетської бібліотеки Гондешапура.
- У 640 р. спалення арабами-ісламістами бібліотеки Кесарії Палестинської.
- У 644—656 рр. спалювані були Усманом ібн Афаном всі Корани.
- У 680 р. у канонічне право християн була внесена 63-м правилом Шостого Вселенського Собору норма[2][3][4]

| Повісті про мучеників, ворогами істини брехливо укладені, щоб знеславити Христових мучеників і слухачів звести до зневіри, наказуємо не оприлюднювати в церквах, але кидати у вогонь. Сприймаючих або слухаючих їх, як ніби істинне, анафематствуємо. |

- У 814 р. спалення бібліотеки Карла I Великого.
- У 867 р. спалення бібліотеки патріарха Фотія.
- У 960 р. імператор Худжу спалює власну бібліотеку.
- У VIII—IX століттях в Китаї в південній школі буддизму спалювання сутр очолювалося патріархами. Дзенський майстер Вон Кью-Кіт вказував на те, що засновник дзен Бодхідхарма, буцімто просив своїх учнів спалювати його тексти, бо помічав, як учні «ставали рабами слів замість того, щоб практикувати вчення, виражене словом»[5]. Професор Генріх Дюмулен[ru] зазначав, що, ймовірно, дзенські ченці «брали участь у легковажній грі, в основі якої лежав їх особистий досвід і який символізував їх неймовірну свободу», і через деякий час після спалювання буддистських книжок учні школи знову читали буддійські сутри[6].
- 989—990 рр. князь Володимир Святославич при підкоренні й хрещенні білих хорватів знищив десятки міст і сіл. А «Церковний статут Володимира» наказувалося спалення волхвів з їх книгами.
- Згідно Іоакимовського літопису[ru] спалювалися разом з дерев'яними ідолами дерев'яні книжки язичників. У 6499 році від сотворення світу (991 року від Різдва Христового) спалено було язичницьке «чорнокнижжя», книги на бересті. У 996 р. князь Володимир I Святославич наказав знищити докладний Літописний Звід, язичницькі рукописи[7]. Згідно висновків історика Віктора Пузанова спалювали разом з книжками і людей власників тих книжок, що становило 1/3 населення Русі (див. «Геноцид»)[8][9]: «З 83 стаціонарно досліджених археологами городищ IX—XI ст. 24 (28,9 %) припинили своє існування до початку XI ст. н. е.». Літописи давніх язичницьких літописців на Русі з докириличною писемністю фактично були знищувані, якими свого часу користувався і Нестор-літописець для опису подій, що минули в Повісті врем'яних літ.
- У 1109 р. хрестоносці нищать бібліотеку школи «Дар аль-Ільм» (Графство Триполі), засновану істориком Шаріфом Разі[ru]. І у 1059 р. була спалена бібліотека школи «Дар аль-Ільм» в Багдаді.
- У 1204 р. нищення Візантійської бібліотеки хрестоносцями.
- У 1233 р. аутодафе книг єврейської громади в Монпельє.
- У 1234 р. після звернення противників юдейського філософа Маймоніда до інквізиції з проханням розслідувати єресь, інквізиція спалила твори Маймоніда (див. Йона Геронді[en]). Окремими талмудистськими трактатами «Абода Зара[ru]» та іншими приписано було знищувати не юдейську спадщину, а разом із тим вбивати всіх гоїв, які прочитали ці трактати тощо.
- У 1227 р. Новгородські літописи відзначають на Русі спалення чотирьох язичницьких волхвів-книгочитачів з книгами через зберігання язичницьких книг.
- У 1239 р. у Монт-Еме, коло Шалона на Марні інквізитор Робер Ле Бугр спалив 182 катари з їх книгами.
- У 1242 р. і в 1244 р. внаслідок Паризького диспуту спалено було Талмуди в Парижі.
- У 1258 р. відбулося знищення тридцяти шести бібліотек монголами в Багдаді.
- У 1281 р. хан Хубілай спалив бібліотеку Даосизму.
- У 1284 р. згідно «Кормчої книги» всі віднайдені книжки з язичницьким письмом та їх рукописи були спалювані на голові власника.
- У 1298 р. англійський король Едуард I Довгоногий знищив шотландські книги.
- У 1309 р. спалення єврейських бібліотек у Парижі.
- У XIII столітті в Західній Європі виникає офіційно аутодафе: спалення книжок з їх власниками.
- У 1438 р. публікуються «Святі правила», де надано розпорядження за зберігання та читання язичницьких книг: «Вогнем спалити, живого в землю загребти».
- У 1490 р. Новгородський архієпископ Геннадій велів «спалити на головах» засуджених-єретиків збірки берестяних книжок за зберігання та читання язичницьких книг.
- У 1499 р. у Ґранаді кардинал-інквізитор Хіменес де Сіснерос наказав спалити всі арабські манускрипти, за винятком книг медицини[10].

- 10 грудня 1520 р. Мартін Лютер публічно спалив папську буллу, в якій говорилося про відлучення його від церкви[11][12].
- У 1524 р. за наказом московського митрополита Данила[ru] за читання іноземних книжок у м. Москві спалено з книжками як єретиків князя Лукомського, Іван Волков, Михайло Конопльов, Іван Максимов, у м. Новгороді — Некрас Рукавов, невдовзі — й Юр'ївський митрополит Касіан.
- 1526 р. видатний англійський перекладач Вільям Тіндейл у вигнанні в Німеччині, після перекладу з грецької мови Нового Заповіту, надруковані книжки потайки привіз до Англії у торбах із крупою і в кошиках із рибою. Король Генріх VIII повелів спалити всі ці книги. Вільям Тіндейл був схоплений та спалений на багатті в Бельгії, а вмираючи він молився: «Господи, відкрий очі англійському королеві»[13].
- У 1529 р. конкіскадорами знищені всі книги ацтеків у Мексиці.
- У 1533 р. Папа Римський Юлій III наказав спалити всі екземпляри Талмуду на теренах всієї Італії[14].
- У 1534 р. спалення всіх книг в Мюнстері.
- У 1536—1550 рр. спалення сотень тисяч книг Генріхом VIII, а потім і Едуардом VI.
- У 1551 р. Стоглавий собор прийняв проти язичників суворі постанови заборонити також тримати у себе та читати «єретичні книги»; у «Повісті про ворожбу» наказувалося «вогнем спалювати».
- У 1562 р. під час конкісти єпископ Дієго де Ланда видав наказ знищувати усі кодекси корінного народу Америки індіанців, жертвою чого стали Кодекси майя.
- У 1568 р. за намовою церковників на Московщині була розгромлена перша друкарня й спалені книжки.
- У XVI ст. зникла з язичницькими книгами бібліотека Ярослава Мудрого та бібліотека Івана Грозного[ru].
- У XVI ст. Талмуд був публічно спалений не менше шести разів[15]. Римо-католицькою церквою в Середньовіччі неодноразово влаштовувалися публічні спалювання Талмуду.
- У 1653 р. московський уряд видав наказ для воєвод різних міст, людей та язичницькі «гадальні і єретичні книги…палити в зрубах без усякої пощади». Згідно свідчення Котошихіна Г. К.[ru] за «волхвування й чорнокнижжя мужиків палили живими, а жінкам за чарування відсікали голови». Аналогічні укази випускалися в 1666 р., у 1682 р. та пізніше. За свідченням іноземних літописців, патріарх Іоаким відсвяткував Великдень 1685 р. спаленням в зрубах близько дев'яноста «розкольників» з книгами, які були помічені в зберіганні та читанні язичницьких книг.
- За рішенням церковного Собору 14 квітня 1682 р. в Пустозерську спалили з книжками читача тих книжок протопопа Авакума разом з його дружиною Анастасією та дітьми, що їх читали; з ними був спалений читач книжок з книжками ієрей Лазар Романовський після дворазового відрізання язика частинами та усікновення правої руки, зі спаленими книгами спалений був їх читач та власник диякон Федір з «собору Благовіщення» після відрізання язика та відтинання йому руки; також — начитаний чернець Єпіфаній. Слідом за ними з книжками спалили ще 90 «єретиків-книгочитачів».
- У 1690 р. собор РПЦ МП під головуванням патріарха Іоакіма оголосив анафему єресі й наказав спалити твір Феодора Медведєва «Манна»[16].
- У 1757 р. спалення міленаріями всіх книг на Поділлі.
- У 1778—1782 рр. спалені всі небажані книги для влади Китаю.
- У XVIII столітті у деяких юдейських громадах спалювалися звинувачені в єресі книги Моше Хаїма Луцато[en] і Мойсея Мендельсона[17].
- У 1789 р. масове спалювання книг після захоплення Бастилії (див. «Велика французька революція»).
- У 1914 р. підпал бібліотеки в Левені німецькими солдатами.
- У 1920-х роках у СРСР при підтримці Комуністичної партії Спілка войовничих атеїстів офіційно оголосила початок політики на спалення релігійних книжок без винятку: у юдеїв, у християн, у мусульман, у буддистів тощо[18].
- 10 травня 1933 р. відбувся початок масової акції спалення книг в Німеччині (див. Спалення книг у нацистській Німеччині). Студенти, професори, члени СА і СС знищували на ватрі книги «антинімецьких» авторів: Зигмунда Фрейда, Еріха Кестнера, Генріха Манна, Карла Маркса, Курта Тухольського та багатьох інших. Після поразки нацистської Німеччини у Другій світовій війні антигітлерівська коаліція в межах програми денацифікації провели масове знищення нацистської літератури (в тому числі повного знищенню підлягали всі шкільні підручники періоду панування нацизму)[19].
- У 1941 р. коли румунські війська зайняли Бессарабію, нова румунська адміністрація проводила політику румунізації. Частиною цієї політики було вилучення і спалення книг в місцевих бібліотеках. Спалення підлягали всі книги, написані не на румунській мові. У Кишиневі було спалено 1200000 томів, у Тирасполі спалено 250 000 книжок. У Бєльцькому повіті румунські війська спалили 15 вагонів книг. Крім літератури вилученню та знищенню підлягали грамофонні платівки з піснями не румунською мовою[20].
- У 1945 р. награбовані в Німеччині радянськими військом книги у кількості дванадцяти мільйонів (переважно французьких) були знищені під час «ідеологічної чистки» в 1950-х роках у СРСР.
- У 1946 р. у США мешканці Бінгемтона спалили книжки з коміксами вважаючи, що вони розповсюдять серед американської молоді «моральну розбещеність»[21].
- У 1954 р. відбулося спалення в усіх штатах США книги з коміксами Фредеріка Вертама «Спокушування невинних»[21].
- 24 травня 1964 року під час Шевченківських свят найбільший український бібліотечний фонд (бібліотека українських стародруків і рукописів) Київської публічної бібліотеки Академії наук УРСР був цілеспрямовано підпалений та спалений з політичною метою[22][23]. У ті фонди входили старовинні й рідкісні книги з рукописами, архіви (наприклад, архів Б. Грінченка, архів «Київської старовини», архів Центральної Ради та ін.); фонди україніки, що до 1932 р. збиралися за вказівкою Миколи Скрипника, а після усунення М. Скрипника, були «засекречені» в СРСР, бібліотечна картотека для унеможливлення відновлення реєстру українських книг — 600 тисяч томів[23][22].
- 1981 р. спалення бібліотеки тамілів сингалезькими погромниками. Знищено 97 000 книг.
- У 1992 р. підпал сербами бібліотеки в Сараєві.
- 5 травня 1998 р. у Росії за розпорядженням єпископа Єкатеринбурзького і Верхотурського Никона були спалені у дворі єпархіального Духовного училища РПЦ МП книги відомих у світі православних теологів XX ст. протопресвітера Олександра Шмемана, Іоанна Мейєндорфа[ru], Миколи Афанасьєва[ru] та протоієрея Олександра Меня[24].
- У 2001 р. у США мінімум 6 разів спалювалися книги про Гаррі Поттера[21]. У школі м. Бейт-Шемеш викладач знайшов у учня Новий Заповіт на івриті. Рабин директор тої школи вважав, що читання Нового заповіту на івриті може відвернути від юдаїзму, і надав дозвіл викладачеві вивести всіх учнів на шкільне подвір'я та публічно спалити книгу Нового заповіту. За свідченням школярів, той казав: «Бог послав нам це і удостоїв нас честі спалити Новий заповіт». Про сучасне аутодафе по-юдейськи повідомила газета «Джерусалем пост», яку читають у багатьох країнах світу, а щоб не допустити поширення скандалу, Міністерство освіти Ізраїлю оголосило директорові лише догану[25].
- У 2002 р. у Росії члени молодіжного руху «Ідучі разом» встановили муляж унітазу перед будівлею «ДАБТ», після чого в ньому були спалені брошури з уривками книги Володимира Сорокіна. Акція була пов'язана з підписанням контракту між письменником і Великим театром[26].
- У 2008 р. у Росії члени «Союзу православних корогвоносців» провели акцію зі спалюванням книг Володимира Сорокіна, Едварда Радзинського і Володимира Соловйова[27].
- У вересні 2010 р. Міністерство оборони США скуповувало і спалило весь наклад книги «Операція "Темне серце"[en]», написаної колишнім співробітником розвідки Ентоні Шефером[en][28][29].
- 20 березня 2011 р. протестантський пастор Тері Джонс спалив Коран в одній з церков Флориди, що спровокувало радикальних ісламістів на масові заворушення в Афганістані, включаючи вбивства людей[30]. Два пастори спалили два Корани 11 вересня 2010 р. після підбурювання Тері Джонсом[31][32].
- У червні 2012 р. у Росії два монахи Троїце-Сергієвої лаври РПЦ МП публічно спалили дві тисячі книжок професора Олексія Осипова «Посмертне життя» («З часу у вічність: посмертне життя душі»), що були подаровані цій лаврі Стрітенським монастирем, оскільки на їх думку у даному виданні є фрагменти, які не відповідають православному вченню.
- У січні 2014 р. у Криму представники російської спільноти провели показове спалення книг з історії України[33].
- У лютому 2015 р. у місті Мосула в Іраку бойовики «ісламської держави» розграбували бібліотеку і спалили більше ста тисяч рідкісних рукописів і документів, датованих різними періодами історії людства[34].
- У липні 2015 р. у Новосибірську, в дитячому таборі спалили сотні книжок. Директор цього табору пояснила, що книжки утилізували за розпорядженням МНС РФ[35].
- В червні 2022 р. російські війська спалили книги з бібліотеки храму ПЦУ Петра Могили в Маріуполі[36]
- В січні 2023 р. на Луганщині росіяни наказали вилучили з шкільних бібліотек і знищити книжки українських письменників[37]

## У творах мистецтва
«451 градус за Фаренгейтом» — науково-фантастичний роман, антиутопія Рея Бредбері.
Описує тоталітарне суспільство, в якому всі книги підлягають спаленню.